# Démographie de Bourg-en-Bresse
La démographie de Bourg-en-Bresse, chef-lieu du département de l'Ain, est caractérisée par une densité très forte et une population relativement stable depuis 1975. 
En 2017, la commune de Bourg-en-Bresse comptait 41 527 habitants, soit une évolution de 3,38 % par rapport à 2012, constituant ainsi la commune la plus peuplée du département.
L'évolution démographique, les indicateurs démographiques, la pyramide des âges, l'état matrimonial, les caractéristiques de l'emploi et le niveau de formation sont détaillées ci-après.

## Évolution démographique
L'évolution du nombre d'habitants est connue à travers les recensements de la population effectués périodiquement dans la commune depuis 1793. Après une croissance modérée jusque dans les années 1950 puis forte jusqu'en 1975 où elle atteint un maximum de 42 181 habitants, la population est depuis relativement stable.
Une réforme du mode de recensement permet à l'Insee de publier les populations légales des communes annuellement à partir de 2006. La commune ayant plus de 10 000 habitants, le recensement est annuel et la collecte porte sur un échantillon d'adresses tirées au hasard et représentant environ 8 % de la population. Le premier recensement exhaustif de la commune entrant dans le cadre de ce nouveau dispositif a eu lieu en A.
En 2017, la commune de Bourg-en-Bresse comptait 41 527 habitants, soit une évolution de 3,38 % par rapport à 2012. La commune occupait le 1e rang en nombre d'habitants sur les 419 communes que compte le département.
| 1793  | 1800  | 1806  | 1821  | 1831  | 1836  | 1841   | 1846   | 1851   |
| ----- | ----- | ----- | ----- | ----- | ----- | ------ | ------ | ------ |
| 6 533 | 6 984 | 7 417 | 8 132 | 8 996 | 9 528 | 10 219 | 10 308 | 12 068 |

| 1856   | 1861   | 1866   | 1872   | 1876   | 1881   | 1886   | 1891   | 1896   |
| ------ | ------ | ------ | ------ | ------ | ------ | ------ | ------ | ------ |
| 11 676 | 14 052 | 13 733 | 14 280 | 15 692 | 18 233 | 18 113 | 18 968 | 18 501 |

| 1901   | 1906   | 1911   | 1921   | 1926   | 1931   | 1936   | 1946   | 1954   |
| ------ | ------ | ------ | ------ | ------ | ------ | ------ | ------ | ------ |
| 18 887 | 20 045 | 20 545 | 20 191 | 20 364 | 23 117 | 24 746 | 25 944 | 26 699 |

| 1962   | 1968   | 1975   | 1982   | 1990   | 1999   | 2006   | 2011   | 2014   |
| ------ | ------ | ------ | ------ | ------ | ------ | ------ | ------ | ------ |
| 32 596 | 37 887 | 42 181 | 41 098 | 40 972 | 40 666 | 40 156 | 39 882 | 40 967 |

## Indicateurs démographiques

### Densité
La densité de la population de Bourg-en-Bresse est passée de 1587,9 habitants/km2 en 1968 à 1659,1 en 2009. Cette densité est, en 2009, 16,2 fois plus forte que la densité moyenne du département de l'Ain (102,2) et 14,4 fois que celle de la France métropolitaine (114,8).
Cet indicateur situe la commune au 3e rang au niveau départemental (sur 419 communes) et au 520e au niveau national (France métropolitaine), sur 36 575 communes.
|                           | Bourg-en-Bresse | Bourg-en-Bresse | Bourg-en-Bresse | Bourg-en-Bresse | Bourg-en-Bresse | Bourg-en-Bresse | Ain     | France     |
|                           | 1968            | 1975            | 1982            | 1990            | 1999            | 2009            | 2009    | 2009       |
| ------------------------- | --------------- | --------------- | --------------- | --------------- | --------------- | --------------- | ------- | ---------- |
| Population                | 37 887          | 42 181          | 41 098          | 40 972          | 40 628          | 39 586          | 588 853 | 62 465 709 |
| Densité moyenne (hab/km²) | 1587,9          | 1767,9          | 1722,5          | 1717,2          | 1702,8          | 1659,1          | 102,2   | 114,8      |

### Soldes naturels et migratoires
L'augmentation moyenne annuelle s'est relativement tassée depuis les années 1970. De 1,6 % sur la période 1968-1975, elle est passée à -0,3 % sur la période 1999-2009, quand celle du département de l'Ain a baissé de 1,5 % à 1,3 %. Le solde naturel annuel, qui est la différence entre  le nombre de naissances et le nombre de décès enregistrés au cours d'une même année, connaît une forte baisse, puisque la variation annuelle due au solde naturel passe de 1,3 à 0,4. La baisse du taux de natalité, qui passe de 20,7 % à 13,6 %, est en fait relativement compensée par la baisse du taux de mortalité, qui parallèlement passe de 10,9 à 8,6.
Le flux migratoire connaît un recul, le taux annuel passant de 0,3 à -0,7 %, traduisant une baisse des implantations nouvelles dans la commune.
Le taux de natalité est passé de 20,7 ‰ sur la période 1968-1975 à 13,6 ‰  sur la période 1999-2009.  Celui du département était sur la période 1999-2009 de 12,5 ‰ et celui de la France métropolitaine de  12,8 ‰.
Le taux de mortalité est quant à lui passé de 7,7 ‰ sur la période 1968-1975 à 9,6 ‰  sur la période 1999-2009. Celui du département était sur cette dernière période de 7,6 ‰ et celui de la France de 8,8 ‰.
Évolution sur la période 1968-2009
|             |                                                    | 1968 à 1975 | 1975 à 1982 | 1982 à 1990 | 1990 à 1999 | 1999 à 2009 |
| ----------- | -------------------------------------------------- | ----------- | ----------- | ----------- | ----------- | ----------- |
| Commune     | Variation annuelle moyenne de la population (en %) | 1,6         | -0,4        | 0           | -0,1        | -0,3        |
| Commune     | - due au solde naturel (en %)                      | 1,3         | 1,1         | 0,8         | 0,6         | 0,4         |
| Commune     | - due au solde apparent des entrées sorties (en %) | 0,3         | -1,4        | -0,9        | -0,7        | -0,7        |
| Commune     | Taux de natalité (en ‰)                            | 20,7        | 18,2        | 16,2        | 14,3        | 13,6        |
| Commune     | Taux de mortalité (en ‰)                           | 7,7         | 7,4         | 7,8         | 8,5         | 9,6         |
| Département | Variation annuelle moyenne de la population (en %) | 1,5         | 1,5         | 1,5         | 1           | 1,3         |
| France      | Variation annuelle moyenne de la population (en %) | 0,8         | 0,5         | 0,5         | 0,4         | 0,7         |

Mouvements naturels sur la période 1999-2009

## Pyramide des âges
La pyramide des âges, à savoir la répartition par sexe et âge de la population, de la commune de Bourg-en-Bresse en 2009 ainsi que, comparativement, celle du département de l'Ain la même année, sont représentées avec les graphiques ci-dessous.
La population de la commune comporte 46,4 % d'hommes et 53,6 % de femmes. Les tranches pour lesquelles le déséquilibre est le plus prononcé en faveur des femmes sont les tranches 45-59 ans (+7,7 % de femmes), 60-74 ans (+14,4 % de femmes), 75-90 ans (+30,3 % de femmes) et 90 ans et + (+59 % de femmes).

La population de la commune a vieilli entre 1999 et 2009, le taux des personnes de 60 ans et plus passant de 21 % à 26 %, à l'instar des populations du département et de la France qui sont aussi passées respectivement de 18 à 20 % pour le Département et de 20 à 23 % pour la France métropolitaine. 
|                | Bourg-en-Bresse | Bourg-en-Bresse | Bourg-en-Bresse | Bourg-en-Bresse | Ain  | Ain  | France | France |
|                | 2009            | 2009            | 1999            | 1999            | 2009 | 1999 | 2009   | 1999   |
| -------------- | --------------- | --------------- | --------------- | --------------- | ---- | ---- | ------ | ------ |
|                | nb              | %               | nb              | %               | %    | %    | %      | %      |
| Ensemble       | 39586           | 100             | 40628           | 100             | 100  | 100  | 100    | 100    |
| 0-14 ans       | 6237            | 16              | 7028            | 17              | 21   | 21   | 18     | 19     |
| 15-29 ans      | 8696            | 22              | 9794            | 24              | 17   | 19   | 19     | 20     |
| 30-44 ans      | 7119            | 18              | 8255            | 20              | 22   | 23   | 20     | 22     |
| 45-59 ans      | 7367            | 19              | 7037            | 17              | 20   | 19   | 20     | 18     |
| 60-74 ans      | 5540            | 14              | 5215            | 13              | 13   | 12   | 14     | 13     |
| 75 ans ou plus | 4626            | 12              | 3299            | 8               | 7    | 6    | 9      | 7      |

 1999  2009

## État matrimonial
En 2009, la commune comptait 39,9 % de célibataires, 40,3 % de personnes mariées, 9,5 % de veufs ou veuves et 10,3 % de divorcé(e)s. Le taux de personnes mariées apparaît ainsi inférieur à celui du département (52,5 %) mais aussi de celui de la France (47,5 %).
|               | Bourg-en-Bresse | Bourg-en-Bresse | Bourg-en-Bresse | Ain    | France |
| ------------- | --------------- | --------------- | --------------- | ------ | ------ |
|               | Hommes          | Femmes          | Total           | Total  | Total  |
| Célibataires  | 44,7 %          | 35,9 %          | 39,9 %          | 33,3 % | 37,5 % |
| Marié(e)s     | 44,2 %          | 37,1 %          | 40,3 %          | 52,5 % | 47,5 % |
| Veufs, veuves | 2,9 %           | 15 %            | 9,5 %           | 6,8 %  | 7,7 %  |
| Divorcé(e)s   | 8,2 %           | 12 %            | 10,3 %          | 7,4 %  | 7,4 %  |

Le premier recensement exhaustif de la commune dans le cadre du nouveau dispositif de recensement de la population a eu lieu en A. Pour les communes de moins de 10 000 habitants, le recensement étant réalisé tous les 5 ans, 2009 est une année de recensement exhaustif. La répartition de la population de 15 ans ou plus par sexe, âge et état matrimonial légal en 2009 est présentée dans le tableau suivant.
|                | Hommes       | Hommes    | Hommes        | Hommes      | Hommes   | Femmes       | Femmes    | Femmes        | Femmes      | Femmes   | Total        | Total     | Total         | Total       | Total    |
|                | Célibataires | Marié(e)s | Veufs, veuves | Divorcé(e)s | Ensemble | Célibataires | Marié(e)s | Veufs, veuves | Divorcé(e)s | Ensemble | Célibataires | Marié(e)s | Veufs, veuves | Divorcé(e)s | Ensemble |
| -------------- | ------------ | --------- | ------------- | ----------- | -------- | ------------ | --------- | ------------- | ----------- | -------- | ------------ | --------- | ------------- | ----------- | -------- |
| 15 à 19 ans    | 1523         | 4         | 0             | 0           | 1526     | 1362         | 18        | 0             | 0           | 1380     | 2885         | 21        | 0             | 0           | 2906     |
| 20 à 24 ans    | 1417         | 76        | 8             | 8           | 1509     | 1403         | 202       | 0             | 10          | 1615     | 2820         | 277       | 8             | 18          | 3123     |
| 25 à 39 ans    | 2246         | 1304      | 14            | 134         | 3698     | 1916         | 1479      | 16            | 226         | 3637     | 4162         | 2783      | 30            | 360         | 7336     |
| 40 à 54 ans    | 1031         | 1786      | 23            | 548         | 3388     | 1001         | 1961      | 117           | 857         | 3936     | 2032         | 3747      | 141           | 1405        | 7325     |
| 55 à 64 ans    | 361          | 1405      | 62            | 349         | 2177     | 333          | 1300      | 248           | 613         | 2493     | 694          | 2705      | 310           | 962         | 4671     |
| 65 à 79 ans    | 183          | 1586      | 149           | 195         | 2113     | 282          | 1356      | 986           | 374         | 2998     | 465          | 2942      | 1135          | 569         | 5111     |
| 80 ans ou plus | 49           | 567       | 186           | 22          | 824      | 206          | 398       | 1353          | 97          | 2054     | 255          | 965       | 1539          | 119         | 2878     |
| Ensemble       | 6810         | 6727      | 443           | 1256        | 15235    | 6503         | 6713      | 2720          | 2178        | 18114    | 13313        | 13440     | 3163          | 3433        | 33349    |

## Emploi
En 2009, les employés représentaient, avec 5 243 emplois, la catégorie socioprofessionnelle la plus importante de la population active de la commune (15,7 % contre 16,1 au niveau départemental). En 1999, ils étaient 5933 et représentaient 17,5 % de la population active.
La commune comptait par ailleurs, en 2009, 9587 retraités, soit 28,8 % de la population de la commune et 1,5 % de plus que le taux départemental. Cet écart s'est toutefois réduit par rapport à celui de 1999 puisqu'il était alors de 0 %.
|                                                   | Bourg-en-Bresse | Bourg-en-Bresse | Bourg-en-Bresse | Bourg-en-Bresse | Ain  | Ain  | France | France |
| ------------------------------------------------- | --------------- | --------------- | --------------- | --------------- | ---- | ---- | ------ | ------ |
| 2009                                              | 2009            | 1999            | 1999            | 2009            | 1999 | 2009 | 1999   |        |
| nb                                                | %               | nb              | %               | %               | %    | %    | %      |        |
| Ensemble                                          | 33 345          | 100             | 33 831          | 100             | 100  | 100  | 100    | 100    |
| Agriculteurs exploitants                          | 16              | 0               | 34              | 0,1             | 0,9  | 1,4  | 1      | 1,4    |
| Artisans, commerçants, chefs d'entreprise         | 811             | 2,4             | 948             | 2,8             | 3,7  | 4,2  | 3,3    | 3,5    |
| Cadres et professions intellectuelles supérieures | 2 191           | 6,6             | 1 938           | 5,7             | 8    | 5,9  | 8,7    | 6,7    |
| Professions intermédiaires                        | 4 609           | 13,8            | 4 256           | 12,6            | 15,5 | 13,2 | 13,9   | 12,1   |
| Employés                                          | 5 243           | 15,7            | 5 933           | 17,5            | 16,8 | 16,1 | 16,6   | 16,5   |
| Ouvriers                                          | 5 053           | 15,2            | 5 188           | 15,3            | 16,8 | 18,6 | 13,5   | 14,9   |
| Retraités                                         | 9 587           | 28,8            | 7 581           | 22,4            | 24,2 | 20,9 | 26,2   | 22,4   |
| Autres personnes sans activité professionnelle    | 5 836           | 17,5            | 7 953           | 23,5            | 14   | 19,8 | 16,9   | 22,6   |

 1999  2009
En 2009, année de recensement exhaustif, la répartition de la population de 15 ans ou plus de la commune par sexe, âge et catégorie socioprofessionnelle est, comparativement à celle du département, la suivante :
|                                                   | Bourg-en-Bresse | Bourg-en-Bresse                    | Bourg-en-Bresse                    | Bourg-en-Bresse                    | Bourg-en-Bresse                    | Bourg-en-Bresse | Ain     | Ain                                | Ain                                | Ain                                | Ain                                | Ain  |
| Hommes                                            | Femmes          | Part en % de la population âgée de | Part en % de la population âgée de | Part en % de la population âgée de | Part en % de la population âgée de | Hommes          | Femmes  | Part en % de la population âgée de | Part en % de la population âgée de | Part en % de la population âgée de | Part en % de la population âgée de |      |
| Hommes                                            | Femmes          | 15 à 24 ans                        | 25 à 54 ans                        | 55 ans ou +                        | Ensemble                           | Hommes          | Femmes  | 15 à 24 ans                        | 25 à 54 ans                        | 55 ans ou +                        | Ensemble                           |      |
| ------------------------------------------------- | --------------- | ---------------------------------- | ---------------------------------- | ---------------------------------- | ---------------------------------- | --------------- | ------- | ---------------------------------- | ---------------------------------- | ---------------------------------- | ---------------------------------- | ---- |
| Ensemble                                          | 15 228          | 18 117                             | 100                                | 100                                | 100                                | 100             | 255 436 | 273 463                            | 100                                | 100                                | 100                                | 100  |
| Agriculteurs exploitants                          | 16              | 0                                  | 0                                  | 0                                  | 0                                  | 0               | 3 221   | 893                                | 0,1                                | 1,1                                | 0,6                                | 0,8  |
| Artisans, commerçants, chefs d'entreprise         | 556             | 256                                | 1                                  | 4                                  | 1                                  | 2,4             | 10 609  | 4 012                              | 0,6                                | 4,3                                | 1,6                                | 2,8  |
| Cadres et professions intellectuelles supérieures | 1 286           | 905                                | 1                                  | 12                                 | 3                                  | 6,6             | 26 145  | 15 544                             | 1,3                                | 12,9                               | 3,8                                | 7,9  |
| Professions intermédiaires                        | 2 124           | 2 485                              | 9                                  | 24                                 | 4                                  | 13,8            | 38 104  | 39 845                             | 9                                  | 24,4                               | 4,1                                | 14,7 |
| Employés                                          | 1 204           | 4 039                              | 17                                 | 25                                 | 5                                  | 15,7            | 19 492  | 66 949                             | 16,6                               | 24,7                               | 4,9                                | 16,3 |
| Ouvriers                                          | 3 997           | 1 055                              | 18                                 | 24                                 | 4                                  | 15,2            | 63 169  | 19 974                             | 18,1                               | 23,7                               | 3,9                                | 15,7 |
| Retraités                                         | 3 796           | 5 790                              | 0                                  | 0                                  | 75                                 | 28,8            | 65 670  | 78 506                             | 0                                  | 0,5                                | 74,8                               | 27,3 |
| Autres personnes sans activité professionnelle    | 2 249           | 3 587                              | 54                                 | 11                                 | 8                                  | 17,5            | 29 026  | 47 741                             | 54,3                               | 8,4                                | 6,1                                | 14,5 |

## Niveau de formation
Le taux de personnes non scolarisées sans diplôme a augmenté entre 1999 (19,3 %) et 2009 (20,5 %). Il est supérieur à celui de l'Ain (17,1 %)  et à celui de la France métropolitaine (18,3 %).
Parallèlement le taux de personnes titulaires d'un diplôme de l'enseignement supérieur long est passé de 9,4 % en 1999 à 10,8 % en 2009, un taux supérieur à celui de l'Ain (10,6 %) et au taux national relatif à la France métropolitaine (12,7 %).
|                                                           | Bourg-en-Bresse | Bourg-en-Bresse | Bourg-en-Bresse | Bourg-en-Bresse | Ain  | Ain  | France | France |
| --------------------------------------------------------- | --------------- | --------------- | --------------- | --------------- | ---- | ---- | ------ | ------ |
| 2009                                                      | 2009            | 1999            | 1999            | 2009            | 1999 | 2009 | 1999   |        |
| nb                                                        | %               | nb              | %               | %               | %    | %    | %      |        |
|                                                           | 29213           | 100             | 29222           | 100             | 100  | 100  | 100    | 100    |
| Aucun diplôme                                             | 5975            | 20,5 %          | 5654            | 19,3 %          | 17,1 | 18,4 | 18,3   | 20     |
| Titulaires du certificat d'études primaires               | 3332            | 11,4 %          | 4756            | 16,3 %          | 11,2 | 18,4 | 11,1   | 17,6   |
| Titulaires du BEPC, brevet des collèges                   | 2025            | 6,9 %           | 2324            | 8 %             | 5,7  | 7,4  | 6,3    | 8,1    |
| Titulaires d'un CAP ou d'un BEP                           | 6464            | 22,1 %          | 7303            | 25 %            | 26,5 | 27,6 | 24     | 25     |
| Titulaires d'un baccalauréat ou d'un brevet professionnel | 4743            | 16,2 %          | 3747            | 12,8 %          | 16,4 | 12,4 | 15,9   | 12,1   |
| Titulaires d'un diplôme de l'enseignement supérieur court | 3508            | 12 %            | 2690            | 9,2 %           | 12,5 | 8,8  | 11,8   | 8,5    |
| Titulaires d'un diplôme de l'enseignement supérieur long  | 3164            | 10,8 %          | 2748            | 9,4 %           | 10,6 | 7    | 12,7   | 8,8    |

 1999  2009

## Agglomération & aire urbaine
L'agglomération de Bourg-en-Bresse comporte également les communes limitrophes urbanisées de Saint-Denis-lès-Bourg, Péronnas et Viriat. Cet ensemble comptait 60 077 habitants en 2017. Depuis 1975, sa population progresse modérément, à un rythme annuel allant de 0,1 à 0,8%, après une progression de 2,0% entre 1968 et 1975.
L'aire urbaine de Bourg-en-Bresse compte 68 communes du sud-est de la Bresse et du Revermont. Sa population était de 127 047 habitants en 2016. Contrairement à la commune siège, elle progresse régulièrement depuis 1968, à un rythme annuel de 0,5 à 1,2%. À titre de comparaison : 
- l'aire urbaine de Lyon comptait 2 326 223 habitants en 2015, dont 224 286 dans le département de l'Ain (133 communes) ;
- la partie française de l'aire urbaine de Genève-Annemasse, 300 200 habitants en 2013, dont 84 716 dans le département de l'Ain (24 communes) ;
- l'aire urbaine de Mâcon, 101 299 habitants en 2014, dont 25 237 dans le département de l'Ain (24 communes).

La communauté d'agglomération du Bassin de Bourg-en-Bresse regroupe pour sa part 74 communes du sud-est de la Bresse et du Revermont, soit un peu plus que l'aire urbaine de Bourg-en-Bresse. Elle comptait 132 380 habitants en 2017 et progresse depuis 1968 à un rythme annuel de 0,5 à 1%.